# Greenmaniella
Greenmaniella là một chi thực vật có hoa trong họ Cúc (Asteraceae).

## Loài
Chi Greenmaniella gồm các loài: